# Riptortus
Riptortus is een geslacht van wantsen uit de familie van de Alydidae (Kromsprietwantsen). Het geslacht werd voor het eerst wetenschappelijk beschreven door Stål in 1860.

## Soorten
Het genus bevat de volgende soorten:

- Riptortus abdominalis (Westwood, 1842)
- Riptortus acantharis (Dallas, 1852)
- Riptortus aegyptiacus Lindberg, 1939
- Riptortus annulicornis (Boisduval, 1835)
- Riptortus atricornis Stål, 1873
- Riptortus clavatus (Thunberg, 1783)
- Riptortus decisus (Walker, 1871)
- Riptortus dentipes (Fabricius, 1787)
- Riptortus distinguendus Blöte, 1934
- Riptortus eugeniae (Stål, 1859)
- Riptortus fabricii (Signoret, 1861)
- Riptortus flavovittatus (Stål, 1855)
- Riptortus fuliginosus Blöte & Hagenbach, 1934
- Riptortus fuscus (Fabricius, 1798)
- Riptortus imperialis Kirkaldy, 1905
- Riptortus insularis China, 1930
- Riptortus linearis (Fabricius, 1775)
- Riptortus longipes (Dallas, 1852)
- Riptortus macleani Schaffner, 1963
- Riptortus masculus Breddin, 1901
- Riptortus oxianus Kiritshenko, 1914
- Riptortus parvus Hsiao, 1964
- Riptortus pedestris (Fabricius, 1775)
- Riptortus pilosus (Thunberg, 1783)
- Riptortus rubronotatus Blöte, 1934
- Riptortus ryukyuensis Kikuhara, 2005
- Riptortus saileri Usinger, 1952
- Riptortus serripes (Fabricius, 1775)
- Riptortus stalii (Signoret, 1858)
- Riptortus strenuus Horváth, 1889
- Riptortus tenuicornis (Dallas, 1852)
- Riptortus tutuilensis China, 1930